# Riu Deva (Astúries-Cantàbria)
El riu Deva del nord de la península Ibèrica flueix pel territori de les Comunitats Autònomes de Cantàbria i Astúries fins que s'ajunta amb el riu Cares i desemboca a l'Oceà Atlàntic, a la Badia de Biscaia on forma l'estuari Tina Mayor que és la frontera natural entre Astúries i Cantàbria.